# جيرت بيترسن
جيرت بيترسن (بالدنماركية: Gert Petersen)‏ هو كاتب سير ذاتية وصحفي وسياسي دانمركي، ولد في 19 أغسطس 1927 في الدنمارك، وتوفي في 2009 في الدنمارك. حزبياً، نشط في حزب الشعب الاشتراكي والحزب الشيوعي في الدنمارك ‏. وقد انتخب عضو فولكتنغ ‏ وانتخب عضو في البرلمان الأوروبي.

## روابط خارجية
- جيرت بيترسن على موقع مونزينجر (الألمانية)